# 新連西克
49°34′9″N 26°36′7″E / 49.56917°N 26.60194°E
新倫斯克（烏克蘭語：Новоленськ）是位於烏克蘭西部的村莊，由赫梅利尼茨基州裡赫梅利尼茨基區的納爾凱維奇市鎮負責管轄。該村始建於1924年，面積0.7平方公里，海拔高度303米，2001年人口198，人口密度每平方公里282.9人。